# Frazier Reams

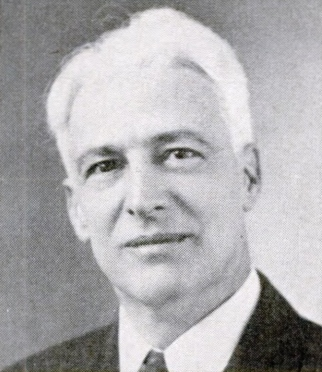
Frazier Reams (1953)

Henry Frazier Reams (* 15. Januar 1897 in Franklin, Tennessee; † 15. September 1971 in Oakland, Kalifornien) war ein US-amerikanischer Politiker. Zwischen 1951 und 1955 vertrat er den Bundesstaat Ohio im US-Repräsentantenhaus.

## Werdegang
Frazier Reams besuchte die öffentlichen Schulen seiner Heimat. In den Jahren 1918 und 1919 diente er in der Endphase des Ersten Weltkrieges in einer Artillerieeinheit der US Army. Dabei brachte er es bis zum Leutnant. Nach seiner Militärzeit studierte er an der University of Tennessee in Knoxville. Nach einem anschließenden Jurastudium an der Vanderbilt University Law School in Nashville und seiner Zulassung als Rechtsanwalt begann er in Nashville in diesem Beruf zu arbeiten. Im Jahr 1922 zog er nach Toledo in Ohio, wo er ab 1923 ebenfalls als Anwalt praktizierte. Politisch schloss er sich der Demokratischen Partei an. In den Jahren 1928, 1932, 1936, 1940, 1944, 1948, und 1956 nahm er als Delegierter an den jeweiligen Democratic National Conventions teil. Von 1933 bis 1937 war er Staatsanwalt im Lucas County. Dabei führte er einen Feldzug gegen die dort aktiven Gangster. Außerdem untersuchte er die Verhältnisse in den Gefängnissen, um eine bevorzugte Behandlung verurteilter Gangster zu verhindern. 1936 strebte Reams erfolglos den Posten des Attorney General von Ohio an; im Jahr 1944 scheiterte er in den Gouverneursvorwahlen seiner Partei.
Nach 1937 arbeitete er wieder als Rechtsanwalt. Außerdem war er zwischen 1939 und 1945 Mitglied der Hafenkommission von Toledo (Toledo Port Commission). Zwischen 1942 und 1944 leitete er die Finanzbehörde in Toledo sowie in den Jahren 1945 und 1946 die Wohlfahrtsbehörde seines Staates. Zwischen 1937 und 1960 war er Präsident und Schatzmeister der Firma Community Broadcasting Co. Reams wurde auch im Bankgeschäft tätig und war zwischen 1948 und 1957 Kurator der Bowling Green State University.
Bei den Kongresswahlen des Jahres 1950 wurde Reams als unabhängiger Kandidat im neunten Wahlbezirk von Ohio in das US-Repräsentantenhaus in Washington, D.C. gewählt, wo er am 3. Januar 1951 die Nachfolge des Demokraten Thomas Henry Burke antrat. Nach einer Wiederwahl konnte er bis zum 3. Januar 1955 zwei Legislaturperioden im Kongress absolvieren. Diese waren von den Ereignissen des Koreakrieges geprägt. Im Jahr 1951 war er amerikanischer Delegierter beim Europarat in Straßburg. Zwei Jahre später war er ebenfalls Delegierter bei einer Konferenz der Interparlamentarischen Union in Washington. Im Jahr darauf übte er die gleiche Funktion bei der Folgekonferenz in Wien aus.
1954 wurde Frazier Reams als Abgeordneter nicht wiedergewählt. Nach dem Ende seiner Zeit im US-Repräsentantenhaus betätigte er sich wieder als Anwalt. Seit 1965 war er Vorstandsvorsitzender der Firma Reams Broadcasting Corp. Er starb am 15. September 1971 in Oakland und wurde in Toledo beigesetzt.